# 文书院宫

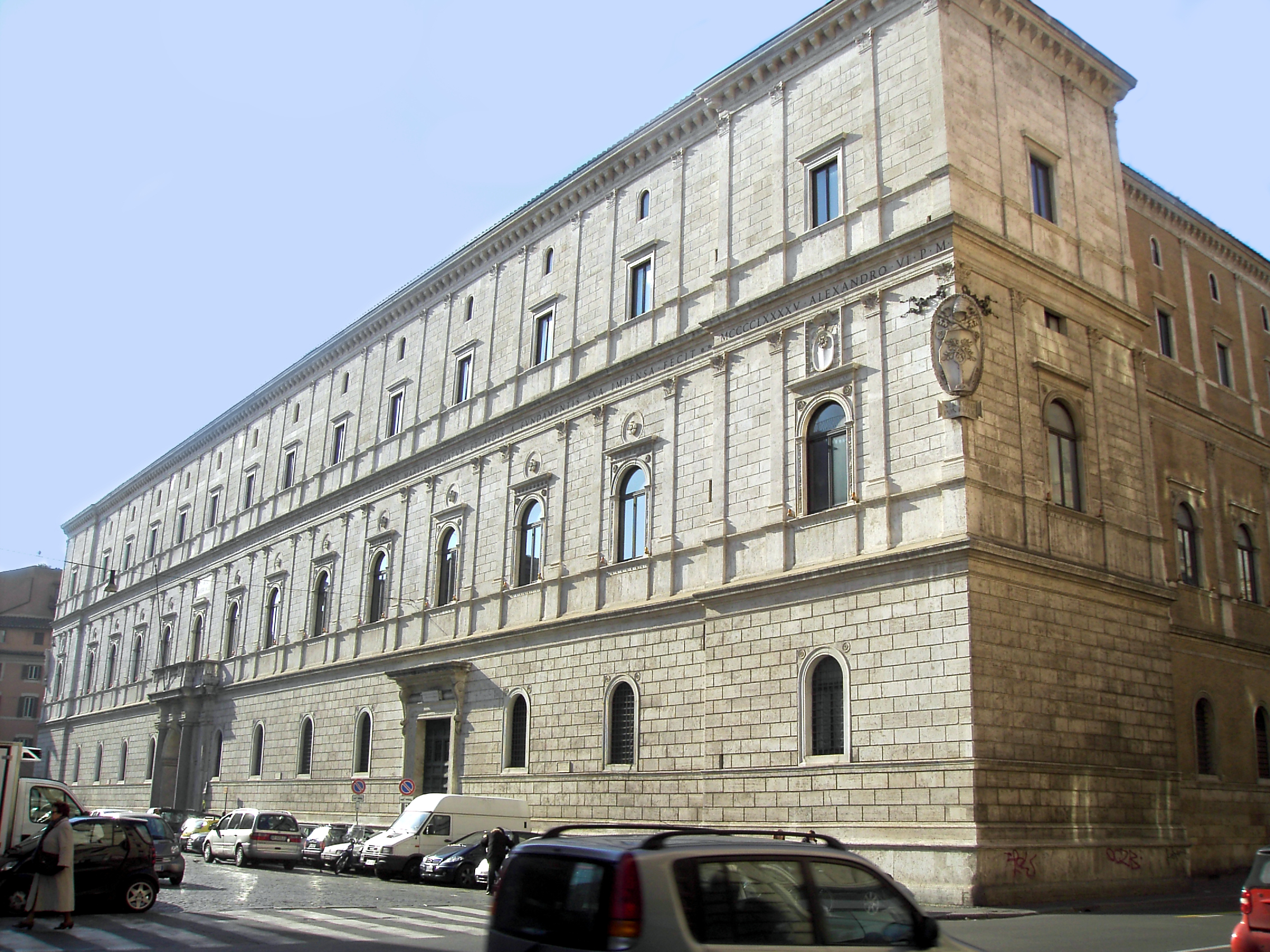
文书院宫

文书院宫（義大利語：Palazzo della Cancelleria）是罗马的一座宫殿，位于維托里奥·埃马努埃莱二世大街与鲜花广场之间。宮殿为宗座文书院所在地及一座享有治外法权的聖座房地产，不受意大利管辖的聖座飞地，被列为世界文化遗产。
它于1489年到1513年兴建，是罗马第一座全部采用新的文艺复兴风格建造的宫殿。它长长的立面，吞没了小小的达玛稣的圣老楞佐次级圣殿（Basilica di San Lorenzo in Damaso，枢机的领衔教堂），圣殿的入口在立面的右侧。圣殿由教宗達瑪穌一世建于5世纪，是罗马最重要的早期教堂之一，原址是一座罗马神庙。1988年至1991年发掘出了4世纪和5世纪的教堂地基。

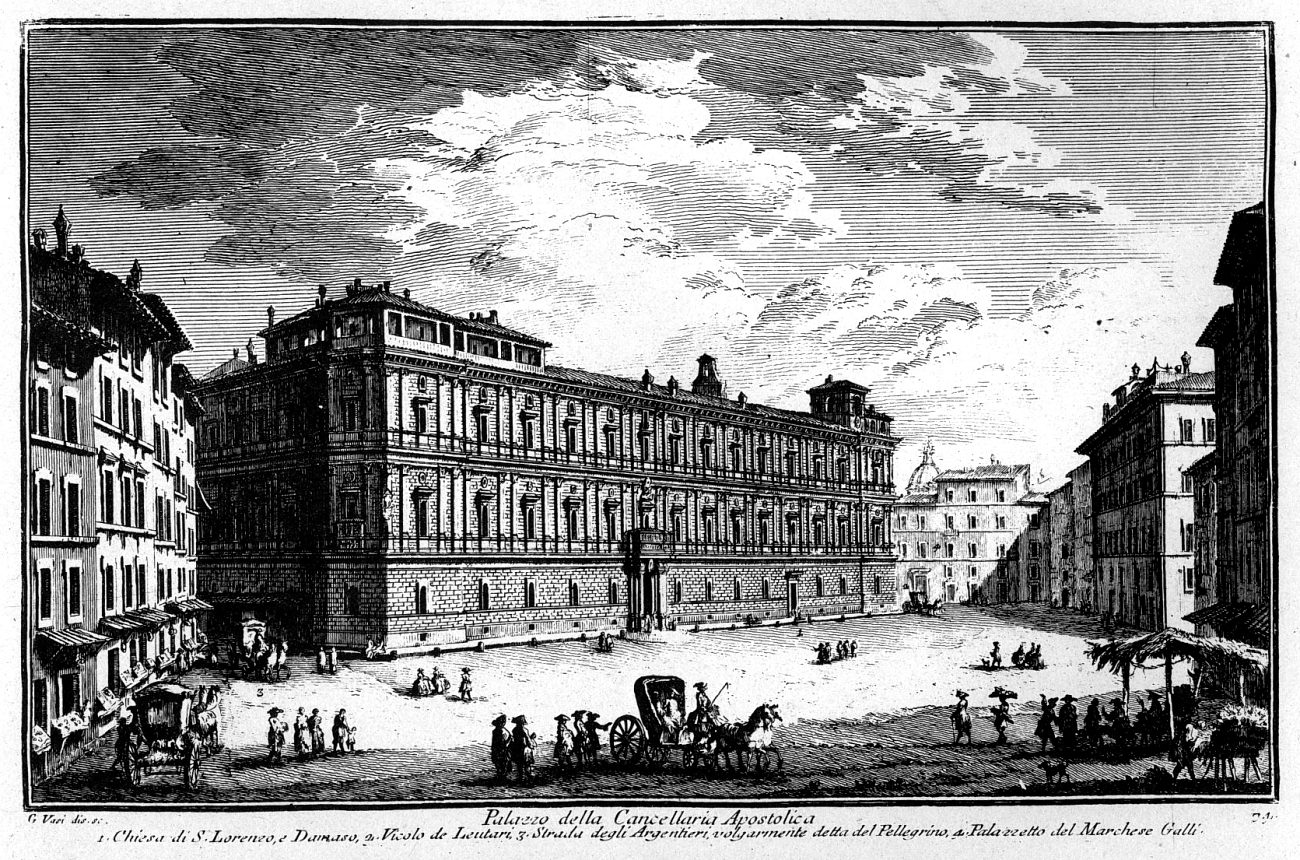
18世纪的文书院宫

在文书院宫里有一幅巨大的壁画，是乔尔乔·瓦萨里在短短100天内完成，因此命名为百日大厅（Sala dei Cento Giorni）。他向米开朗基罗吹嘘这一成就，米开朗基罗回应道："Si vede"（看到了）。在宫殿里，伯多禄·奥托博尼主教开设了一个私人小剧院，在17世纪后期，文书院宫成为罗马的音乐表演中心。

### 引用
1. ↑  .   [2011-03-19]. （原始内容存档于2018-09-11）.